# Salvatore Valeri
Salvatore Valeri (Nettuno, 1856 – Nettuno, 30 dicembre 1946) è stato un pittore italiano attivo per lungo tempo a Istanbul.
Fu il primo insegnante di pittura della Scuola Sanayi-i Nefise di Costantinopoli, l'odierna Università di Belle Arti Mimar Sinan. Tra il 1883 e il 1915 continuò a insegnare nel suo studio di pittura a olio ed esercitò una notevole influenza sui pittori turchi. Diede anche lezioni private ai figli del Sultano Abdul Hamid II, e fu per questo insignito del titolo di “Maestro dei Principi” (in turco Şehzadelerin Öğretmeni).
Fu un pittore di grande successo nella ritrattistica. I suoi dipinti più importanti raffigurano i tipi umani di Istanbul con grande meticolosità.

## Biografia

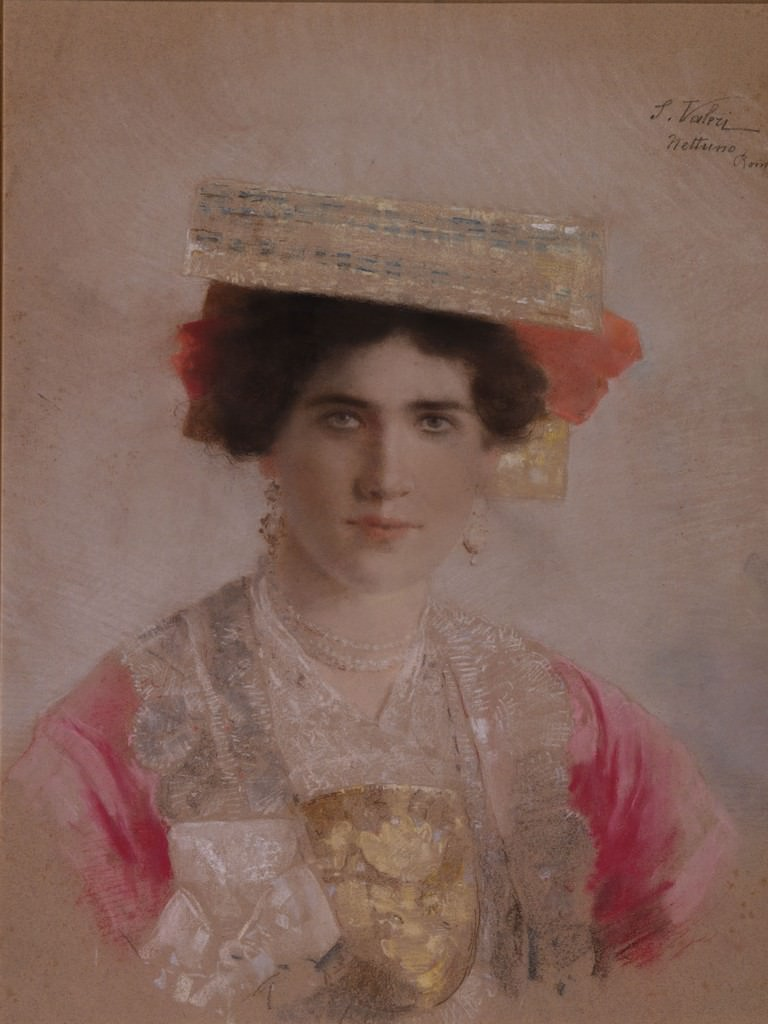
Ritratto di donna in costume tradizionale

Valeri nacque nel 1856 a Nettuno, a sud di Roma. Studiò pittura all'Accademia di San Luca, dove fu allievo di Cesare Maccari.
Nel 1883 lasciò l'Italia e si recò a Istanbul. Lì aprì un piccolo laboratorio a Şişli. L'anno in cui arrivò a Istanbul, quando fu aperta la Scuola Sanayi-i Nefise, fu nominato insegnante del laboratorio di pittura a olio di questa scuola su raccomandazione dell'ambasciatore britannico Lord Duffer. Rimase come insegnante di pittura a olio presso la Scuola Sanayi-i Nefise dal marzo 1883 all'agosto 1915. Come insegnante per un quarto di secolo, esercitò un'importante influenza sui pittori turchi.
Nel 1883 fu al Cairo e per un periodo a Baghdad. Partecipò a tutti e tre i Saloni di Istanbul organizzati nella città nel 1901, 1902 e 1903. L'artista, che diede lezioni private di pittura ad artisti e personalità come Lina Gabuzzi, Naciye Neyyal Hanım, Şehzade Burhaneddin Efendi, Şehzade Abdülkadir Efendi e Ahmed Efendi, fu insignito dal Sultano del titolo di "Maestro degli Şehzade" (cioè "dei principi").

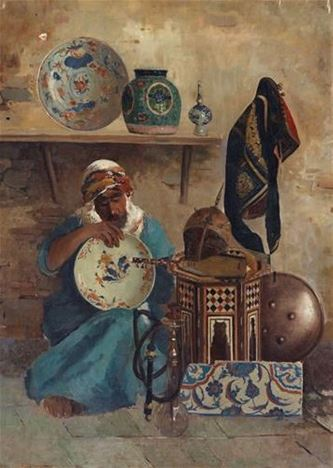
L'antiquario

Valeri a Istanbul sposò una donna armena di nome Maria Lekeciyan ed ebbe una figlia di nome Italia.
Dopo la guerra di Libia, Valeri fu allontanato per un po' dal suo incarico presso il Sanayi-i Nefise Mektebi, ma fu poi reintegrato. Durante la prima guerra mondiale lasciò la Turchia e si stabilì a Nettuno, suo luogo di nascita, dove aprì una scuola privata di pittura. Nell'ultimo periodo la sua pittura abbandonò gradualmente i soggetti orientali, prediligendo la sua città. Morì a Nettuno nel 1946.

## Stile

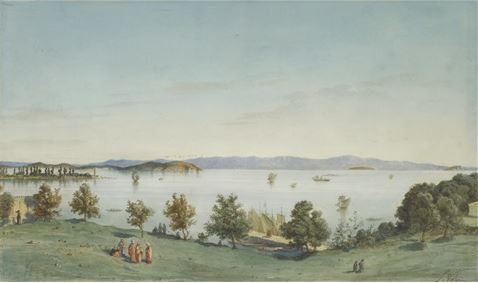
Veduta delle isole dei Principi dalla baia di Fenerbahçe

L'artista lavorava con le tecniche dell'olio, del pastello e dell'acquerello. Come soggetto prediligeva figure individuali, ma dipingeva anche paesaggi. Valeri, che ottenne un grande successo anche nella ceramica, mirava a raffigurare il mondo interiore del suo modello e per lo più dipingeva solo la figura umana. I suoi dipinti più importanti sono quelli in cui ha raffigurato i tipi di Istanbul con grande meticolosità: fanno parte di questo gruppo 'Saka', 'Donna gitana', 'Calzolaio itinerante', 'Donna gitana che suona' e 'Uomo che suona la chitarra'. Il dipinto di 'una carovana' è un'opera ammirata dagli artisti orientalisti.